# Claire Bardainne
Pour les articles homonymes, voir Bardainne.
Claire Bardainne, née à Grenoble le 30 octobre 1978, est une artiste française, graphiste et scénographe. Elle vit et travaille à Lyon, et dans la Drôme, à Crest,.

## Biographie
Élève de l'école Estienne, où elle obtient son BTS en communication visuelle puis diplômée de l'École nationale supérieure des arts décoratifs (ÉnsAD-Paris) en scénographie, Claire Bardainne est plasticienne, graphiste et scénographe,.  
Elle s'associe en 2011 à Adrien Mondot (artiste multidisciplinaire), pour créer la compagnie Adrien M & Claire B. Elle crée avec lui les expositions XYZT, les paysages abstraits, Mirages et miracles, L'ombre de la vapeur et les spectacles Un Point c'est Tout, Hakanaï, et Le mouvement de l'air. Elle co-signe avec Adrien Mondot et Mourad Merzouki le spectacle Pixel.
Elle figure au palmarès des Prix SACD 2015 en recevant avec Adrien Mondot le prix de la Création Interactive.
L'installation immersive En Amour, créée avec Adrien Mondot, et Laurent Bardainne au musée de la Musique pour la Philharmonie de Paris, est en sélection officielle au Festival de Cannes 2024 dans le cadre de la compétition immersive.

## Œuvres
Spectacles
- 2011 : Un point c'est tout
- 2013 : Hakanaï
- 2015 : Le mouvement de l'air[7]
- 2019 : Acqua Alta[8]
- 2021 : Vanishing Act[9]

Collaborations
- Grand Fracas issu de Rien de Pierre Guillois[10] (2011)
- Pixel avec Mourad Merzouki[11] (2014)
- Scary beauty, adieux de Jérémie Bélingard à l'Opéra de Paris, mars 2017[12]
- Équinoxe, avec le groupe Limousine, Philharmonie de Paris, octobre 2019[13]

Expositions
- XYZT (2010)

- XYZT, Les paysages abstraits[14] (2011)
- XYZT, Les paysages abstraits/Jouer avec la lumière (Palais de la Découverte, Paris 2015)
- Mirages & Miracles (Les Subsistances, Lyon décembre 2017)[15]

- Faire Corps (La Gaîté-Lyrique, Paris 2020), exposition regroupant XYZT, L’ombre de la vapeur, en version adaptée pour le lieu, Core et Effluve deux pièces contemplatives créées pour l'occasion[16].
- Carte blanche à Adrien M & Claire B, exposition rétrospective à la halle Tropisme de Montpellier[17]

Installations
- Sens dessus-dessous[18], (2010-2011), installation sur les façades du Théâtre Auditorium de Poitiers
- L'ombre de la vapeur (Fondation d'entreprise Martell, Cognac 2018)[19],[20]
- Core, installation sonore et vidéo, 2020 Paris, La Gaîté Lyrique [16]
- Faune, exposition dans l'espace public d'affiches en réalité augmentée, en collaboration avec le collectif Brest Brest Brest, 2021 Valence[21],[22],[23]
- Dernière Minute (Festival Tropisme, mai 2022 Montpellier) installation expérience immersive[24],[25]
- En amour (2024, Philharmonie de Paris) installation expérience immersive[26]

Publications
- Récréations. Galaxies de l’imaginaire postmoderne (CNRS Éditions, Paris, 2009) avec Vincenzo Susca, préface de Michel Maffesoli[27]
- La neige n'a pas de sens (2016, éditions Subjectile), monographie contenant 6 œuvres en réalité augmentée
- Acqua Alta (2020), un livre en pop-up et réalité augmentée
- Faune (2021) coffret de 10 affiches en réalité augmentée

## Prix et distinctions
- 2015 : Prix de la Création Interactive aux Prix SACD
- 2020 : Prix Interactive Experience au 2020 Citic Press Lightening Selection[28] pour le livre pop-up Acqua Alta
- 2021 : Prix d'excellence au 24th Japan Media Arts Festival[29] pour le livre pop-up Acqua Alta
- 2021 : Prix spécial du jury au NewImages Festival du forum des images[30] pour le livre pop-up Acqua Alta